# Adnan Januzaj
Adnan Januzaj (Brussel·les, el 5 de febrer de 1995) és un jugador professional de futbol belga que juga com a lateral a la UD Las Palmas, cedit pel Sevilla FC. És internacional amb la selecció de futbol de Bèlgica.

## Palmarès
Manchester City
- 1 Copa anglesa: 2015-16
- 1 Community Shield: 2013

Reial Societat
- 1 Copa del Rei: 2019-20